# Styrax fraserensis
Espèce
Statut de conservation UICN

 VU D2 : Vulnérable
Styrax fraserensis est une espèce de plantes à fleurs du genre Styrax de la famille des Styracaceae.